# Ricardo Zamacois
Ricardo Melchor Zamacois y Zabala (Bilbao, 6 de enero de 1847-Barcelona, 18 de febrero de 1888) fue un actor y cantante español. Fue mediohermano del historiador y escritor Niceto de Zamacois, hermano de la también actriz Elisa Zamacois y del pintor Eduardo Zamacois y Zabala, siendo tío de los escritores Miguel Zamacois y Eduardo Zamacois.

## Biografía
Ricardo Melchor Zamacois y Zabala nació el 6 de enero de 1847 en la ciudad vizcaína de Bilbao. Hijo de Miguel Antonio de Zamacois y Berreteaga, profesor del Colegio de Humanidades de Vizcaya, y su segunda esposa, la viuda Ruperta María del Pilar de Zabala y Arauco. Del primer matrimonio de su padre con Juana de Urrutia y Mendiola, tuvo diez mediohermanos: Juan Ygnacio, Francisco de Paula Pedro, Juan Niceto, Josef Leandro, Brígida, Justa, Remigia Elena, Miguel Bartolomé Dámaso, Adolfo Gregorio y Pantaleón, y tres mediohermanos por parte de madre. Además tuvo otros siete hermanos: Elisa, Luis Federico, Eduardo, Antonio, Carlota Pilar, Leonardo y Luisa Ynes. De la veintena de hermanos y numerosos sobrinos que tuvo, muchos de ellos fueron artistas. Aunque de familia de Bilbao, el origen del apellido familiar se sitúa en Hasparren (País Vasco francés), donde el apellido se transcribía Samacoys en el siglo XVIII.
Estudió escultura y dibujo en París, pero en 1863 tras reunirse con su familia ingresó en Escuela Militar de Madrid y en el Real Conservatorio de Música y Declamación, donde al poco tiempo obtuvo la medalla de oro.
Especialmente dotado para la comedia y el género lírico. Inició su carrera en el Café San Isidro de Madrid, ciudad en la que desarrolló íntegramente su carrera artística. Pasó por el Teatro de la Comedia y posteriormente por el Eslava. Se caracterizó por su gran versatilidad y capacidad para interpretar personajes de lo más variopinto, cosechando siempre un gran éxito en su época.
En 1879, se casó con la también actriz Emilia Ballesteros. En 1887, se retiró tras sufrir una enfermedad a causa de una infidelidad de su esposa, que terminó en un intento de suicidio. Fue ingresado en una institución mental en Barcelona, donde falleció a los cuarenta y un años de edad, el 18 de febrero de 1888.